# تحيز عدم الاستجابة
تحيز عدم الاستجابة أو الانحياز القائم على عدم الإجابة. هي ظاهرة تحدث للإشخاص عند سؤالهم عن رأيهم في الإنتخابات، الدراسات العلمية أو في إستطلاعات الرأي. تصبح النتائج غير تمثيلية ولا يؤخذ بها بالطبع لامتلاك المشتركين صفات محددة غير مناسبة تؤثر على الناتج الأخير لتلك التجارب. على سبيل المثال، كشفت دراسة تم إجرائها على بعض الأشخاص جراء بحث عن مرض الإيدز، و وُجد أن الأشخاص الذين رفضوا الاشتراك أو إبداء الرأي كانوا أكبر في السن، يترددوا على الكنائس بشكل أكبر ولا يؤمنوا بشكل كبير بمدى أهمية السرية والخصوصية في الدراسات الإستقصائية. ويمتلكوا أيضًا درجة أقل في الإفصاح عن ذواتهم من الناحية الجنسية. يحدث ذلك تبعًا لعدة عوامل حللها العالم ويليام ديمنغ.

## مثال
إذا تم وضع نموذج لألف مدير في مجال ما وتم سؤالهم عن مدى حجم عملهم. لن يشارك المدراء الذين يقع على كاهلهم عبء أكبر بإجاباتهم في التصويت على الأغلب، وذلك لمحدودية الوقت الذي يمتلكونه. والذين يبذلون جهود محدودة في العمل سيتجنبوا الاشتراك في التصويت خوفًا من أن يدرك مدرائهم أو زملائهم أنهم يشكلوا فائض عمالي لا أكثر. سيحدث هذا بشكل تلقائي إذا كان التصويت يتم بمعرفة هوية المشترك فيه، أو سيحدث في المستقبل إذا تم فضح هويتهم لأي ظرف. ولذلك، نصف هذا الفعل بالانحياز القائم على عدم الإجابة. حيث أن القيمة التي تم قياسها عن التصويت لم تكن واقعية بشكل كافي. 
في الانتخابات الرئاسية الأمريكية عام 1963، أرسلت جريدة الموجز الأدبي الأسبوعية أكثر من 10 ملايين إستبيان للمواطنين الأمريكيين بواسطة البريد الإلكتروني، من ثم تم الرد على 2.3 مليون إستبيان منهم فقط. وعلى أساس هذه التجربةـ تنبأت الجريدة بفوز ألف لاندون بناتج 370 إلى 531 صوت انتخابي، وفي النهاية حصل ألف لاندون على ثمانية فقط. نُشر البحث في عام 1976 و عام 1988 واستنتج أن ظاهرة تحيز عدم الاستجابة كانت السبب الأساسي وراء هذا الخطأ. هذا وبالرغم من اختلاف إطار أخذ العينات عن الأغلبية الشاسعة للمصوتين. تبين أن الأشخاص المتحيزون يمتلكون بعض الصفات المشتركة، منها صغر السن، فقر مجتمعاتهم وعدم الرضا عن حياتهم بشكل عام. مما أدة بعد ذلك لانحيازهم. نشرت تلك الدراسة بواسطة Imam et al في عام 2014.

## اختبار
هناك العديد من الطرق لإداء اختبار تحيز عدم الاستجابة. من التقنيات الأكثر شيوعًا تقنية مقارنة أول جزء من الردود برابع جزء منهم من ناحية الاختلافات والبنية السكنية. 
بعض الصفات للمشاركين تكون معلومة عند الشروع في بدأ دراسة استقصائية عن طريقة البريد الإلكتروني، مثل السن والوظيفة. ويمكن أن يتم مقارنتها بصفات أخرى لمعرفة الصفات الأكثر سيادة من بين الأشخاص الذين إشتركوا في التصويت. إن لم يكن هناك فرق يُلاحظ وقت المقارنة، إذًا فهذا مؤشر لعدم وجود تحيز عدم الاستجابة.
الذين لم تسنح لهم الفرصة للرد على الاستبيانات عن طريق البريد الإلكتروني، يمكن أيضًا مهاتفتهم لسؤالهم بضعة أسألة في الاستبيان.إذا لم تختلف إجابتهم على نحو ملحوظ عن هؤلاء الذين أجابوا من قبل، إذا هناك احتمالية عدم وجود تحيز عدم استجابة. تسمى هذه التقنية بمتابعة عدم الاستجابة.

## مصطلحات ذات صلة
- انحياز الاختيار الذاتي: هو أحد أنواع الانحياز التي يقوم فيه عدة أفراد بانتقاء أنفسهم طواعيةً ليكونوا مجموعة، وبالتالي قد تصبح استجابة تلك المجموعة منحازة وفقًا لهذه الظروف.
- انحياز الاستجابة: لا يعتبر انحياز الاستجابة مفهومًا معاكسًا لانحياز عدم الاستجابة، ولكنه يرتبط بدلاً من ذلك بميل المجيبين إلى إعطاء إجابات غير دقيقة أو غير صادقة لأسباب مختلفة عديدة ومتنوعة.